# Laura Madrueño
Laura Madrueño Buenadicha (Madrid  5 de marzo de 1986) es una presentadora de televisión, escritora, periodista y documentalista marina española, actual presentadora en playa de Supervivientes desde 2021.Autora del libro Somos Agua y de documentalista marina con We Are Water Films.

## Trayectoria
Licenciada en Ciencias de la Información en Periodismo por la Facultad de Ciencias de la Información (Universidad Complutense de Madrid),inició su trayectoria profesional en Mediaset a los 21 años.
Debutó en el equipo de producción de Informativos Telecinco. Más tarde se incorporó al Área de Deportes como presentadora del bloque deportivo, pero no se siente preparada y desecha la oferta, y empieza a prepararse para estar frente a las cámaras, haciendo locuciones y reportajes dos años.
En junio de 2014, cuando Mario Picazo dejó Mediaset España y Rosalía Fernández (meteoróloga y presentadora de El tiempo en Informativos Telecinco 15:00h) para hacerse cargo a través de su empresa, Meteoralia, de los servicios meteorológicos del grupo audiovisual,  Laura asumió la presentación de El tiempo en Telecinco y Cuatro. Desde 2017 presenta El tiempo en Informativos Telecinco 21:00h, donde continúa hasta el momento, y a veces  en Noticias Cuatro o Cuatro al día en Cuatro, presenta la información meteorológica en sustitución de sus compañeras.
En 2015 creó la productora We Are Water Films, que hace documentales de protección marina. 
Durante 2021 —especialmente con motivo de la borrasca Filomena— realizó colaboraciones en El programa de Ana Rosa, Sálvame o Cuatro al día.
Ese mismo año, publicó el libro Somos agua y estrenó con su productora el documental Rumbo al pasado. 
Desde marzo de 2023 copresenta Supervivientes desde Hondurascon Jorge Javier Vázquez en Madrid, en sustitución de Lara Álvarez, compaginándolo con la presentación del bloque meteorológico y con su colaboración en TardeAR desde septiembre de 2023.
En 2024, además de copresentar Supervivientes, copresentó Supervivientes All Starsy Gran Hermano: Última hora, los lunes y los miércoles.

### Programas de televisión

#### Como presentadora
| Año           | Programa                  | Cadena    | Notas                     |
| ------------- | ------------------------- | --------- | ------------------------- |
| 2014-presente | Informativos Telecinco    | Telecinco | Presentadora de El Tiempo |
| 2014-2019     | Noticias Cuatro           | Cuatro    | Presentadora de El Tiempo |
| 2019-2024     | Cuatro al día             | Cuatro    | Presentadora de El Tiempo |
| 2023-presente | Supervivientes            | Telecinco | Presentadora              |
| 2024-presente | Supervivientes: All Stars | Telecinco | Presentadora              |
| 2024-presente | Gran Hermano: Última hora | Telecinco | Presentadora              |

#### Como colaboradora
| Año       | Programa | Cadena    | Notas        |
| --------- | -------- | --------- | ------------ |
| 2023-2025 | TardeAR  | Telecinco | Colaboradora |

#### Como invitada
| Año  | Programa                | Cadena    | Notas    |
| ---- | ----------------------- | --------- | -------- |
| 2015 | Pasapalabra             | Telecinco | Invitada |
| 2021 | El programa de Ana Rosa | Telecinco | Invitada |
| 2021 | Sálvame                 | Telecinco | Invitada |

## Documentales
- Rumbo al pasado (2021) . Productora y protagonista. Premio Barandilla de oro en la categoría documentales, en el Ciclo Internacional de Cine Submarino de Donostia - San Sebastián 2021. Premio REAL SOCIEDAD FUNDAZIOA y Premio ONDINA. [10]

## Libros
- Somos agua (2021, Editorial Aguilar). ISBN 9788403522169 [9]

## Vida personal
Sus padres Mariano Antonio Madrueño y Margarita Buenadicha son pioneros del submarinismo y del buceo en España. Laura es hija única. Su padre es la tercera generación de Licores Madrueño, licorería más antigua de Madrid, marca que fue creada en 1895 por Mariano Madrueño, bisabuelo de Laura. La familia tenía abierta una fábrica de licores que fue cerrada en 1999.pero tienen dos tiendas en Madrid.
Desde 2017 mantiene una relación sentimental con el fotógrafo y arquitecto Álvaro Puerto, con el que se casó en dos ocasiones en 2022.